# Abdelaziz Kamara
Abdelhazzi Kamaradimo (ur. 10 kwietnia 1984 w Saint-Denis) – mauretański piłkarz występujący na pozycji obrońcy.

## Kariera klubowa
Kamara urodził się we Francji w rodzinie pochodzenia mauretańskiego. Karierę rozpoczynał w 2001 roku w rezerwach francuskiego AS Saint-Étienne. W 2006 roku został włączony do jego pierwszej drużyny, grającej w Ligue 1. Zadebiutował tam 11 stycznia 2006 roku w wygranym 1:0 pojedynku z FC Metz. Do końca sezonu 2005/2006 w barwach Saint-Étienne rozegrał 3 spotkania.
W połowie 2006 roku Kamara odszedł do LB Châteauroux z Ligue 2. Pierwszy ligowy mecz zaliczył tam 4 sierpnia 2006 roku przeciwko Le Havre AC (2:2). Przez 2 lata w barwach Châteauroux zagrał 6 razy. W 2009 roku przeszedł do szwajcarskiego drugoligowca, Stade Nyonnais. W 2009 roku przeniósł się zaś do Rumunii, gdzie przez rok był graczem Farulu Konstanca. W 2010 roku odszedł z tego klubu.

## Kariera reprezentacyjna
W reprezentacji Mauretanii Kamara zadebiutował w 2007 roku.